# 十文字駅
十文字駅（じゅうもんじえき）は、秋田県横手市十文字町字大道東（だいどうひがし）にある、東日本旅客鉄道（JR東日本）奥羽本線の駅である。

## 歴史
- 1905年（明治38年）9月14日：国有鉄道の駅として平鹿郡十文字村に開業[2]。一般駅[2]。
- 1944年（昭和19年）11月：鉄鋼回収に伴い、跨線橋を供出[3]。
- 1956年（昭和31年）1月：跨線橋を再度設置[3]。
- 1984年（昭和59年）
  - 2月1日：貨物の取り扱い業務を廃止[2]。
  - 3月19日：業務委託駅となる[新聞 1]。
- 1987年（昭和62年）4月1日：国鉄分割民営化により、JR東日本の駅となる[2]。
- 1988年（昭和63年）4月1日：直営駅となる[新聞 2]。
- 1998年（平成10年）1月30日：キヨスクが閉店[新聞 3]。
- 2013年（平成25年）9月1日：同年10月から始まる秋田デスティネーションキャンペーンに合わせた駅舎改装が行われ、同日リニューアルオープンした[報道 1][報道 2]。
- 2014年（平成26年）
  - 7月25日：みどりの窓口の営業を終了。
  - 7月27日：指定席券売機を導入。
- 2023年（令和5年）
  - 3月17日：自動券売機および指定券券売機による乗車券の発売を終了。
  - 3月18日：簡易委託化[新聞 4]。
  - 12月16日：前年（2022年）まで十文字図書館にて行っていた十文字地域のイルミネーションイベントを、当駅駅舎へ会場を移して実施[新聞 5]。初日は点灯式を開催[新聞 5]。期間は翌年（2024年）1月8日までだったが[新聞 5]、2月18日までに延長された[4]。
- 2024年（令和6年）10月1日：えきねっとQチケのサービスを開始[1][報道 3]。
- 2025年（令和7年）1月21日：さくらんぼと白鳥がデザインされた駅名標に変更[5]。

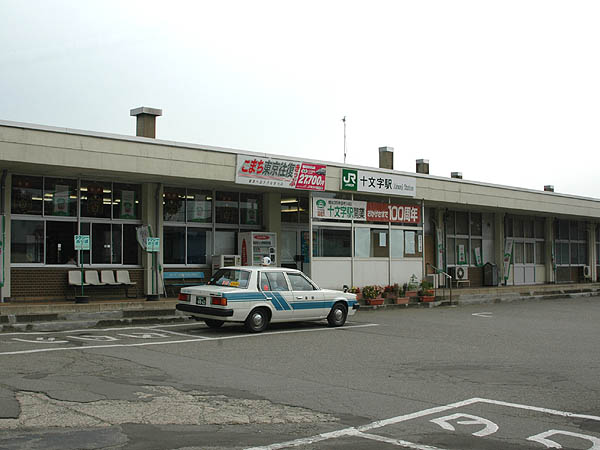
改装前の駅舎（2005年9月）
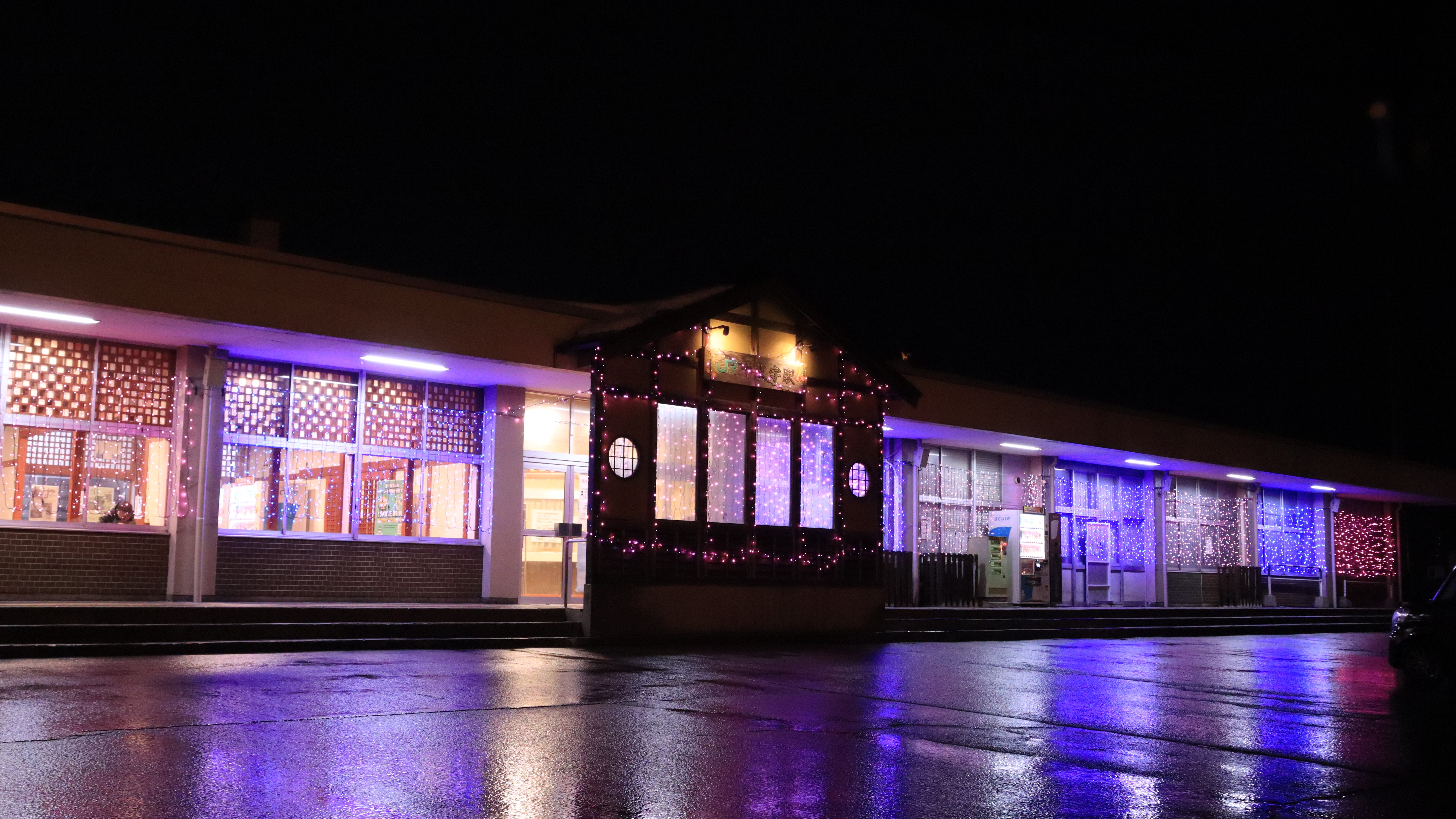
電飾が施された駅舎（2024年1月）

## 駅構造
島式ホーム1面2線を有する地上駅である。かつては単式・島式混合の2面3線を有しており、旧3番線は上下双方の入線・発車に対応していた。駅舎とホーム間は直結しておらず、跨線橋を利用する。エレベーター・エスカレーターなどは設置されていない。
横手駅が管理し、横手市が受託・運営する簡易委託駅で、横手市シルバー人材センターに再委託されている。かつては待合室の一角に、うどん・そばなどを供する「キッチン伯養」、キヨスクが存在していたが、現在は廃止されており、飲料・新聞用自動販売機のみとなっている。
2013年（平成25年）6月20日に、JR東日本は同年10月より秋田デスティネーションキャンペーンに合わせた駅舎のリニューアルを計画していることを発表した。内蔵でおもてなしする茶屋をコンセプトとしており、同年9月1日に、外壁および待合室が増田の蔵をイメージしたデザインへとリニューアルされた。

### のりば
| 番線 | 路線      | 方向 | 行先           |
| ---- | --------- | ---- | -------------- |
| 1    | ■奥羽本線 | 下り | 横手・秋田方面 |
| 2    | ■奥羽本線 | 上り | 湯沢・新庄方面 |

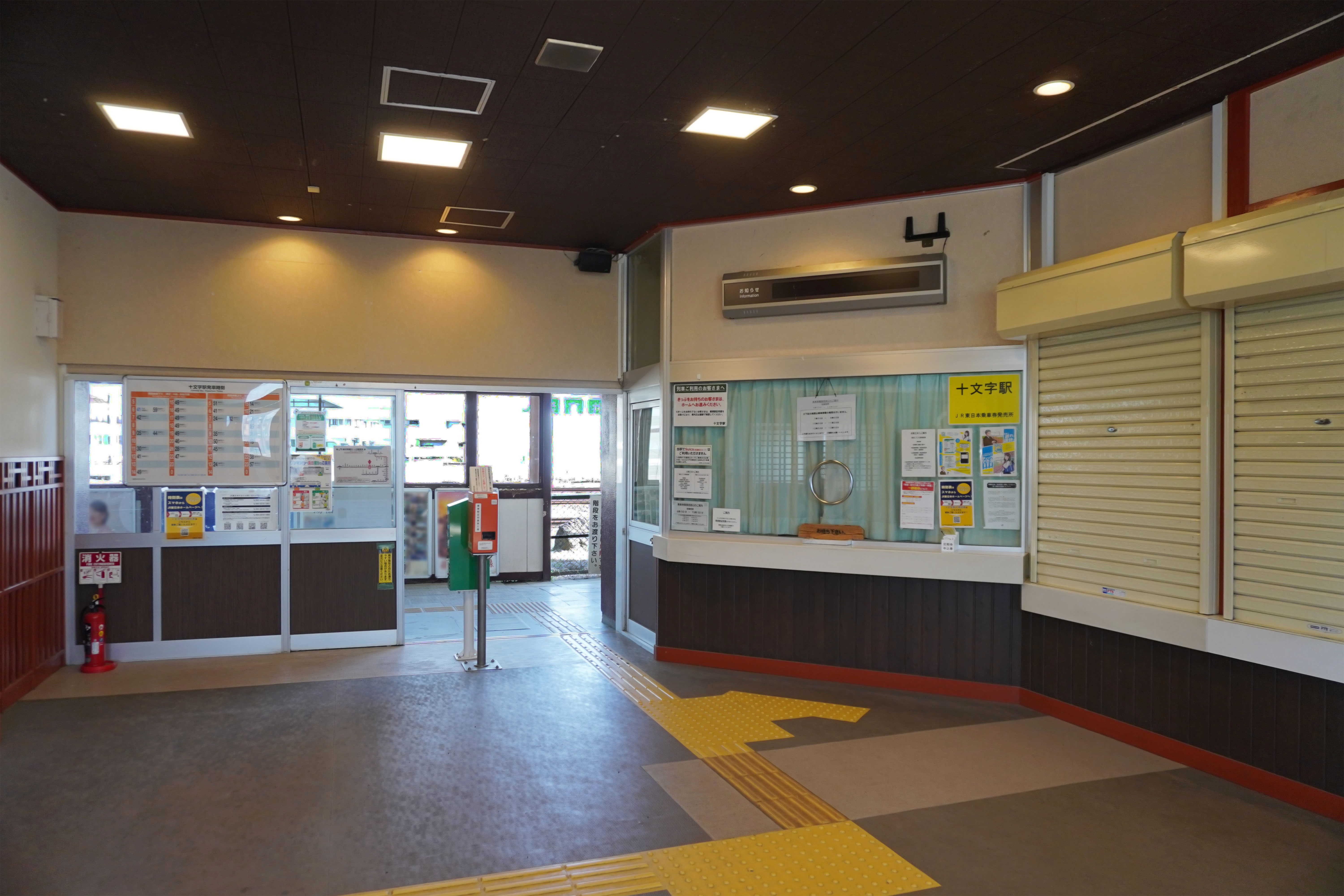
改札口（2024年4月）
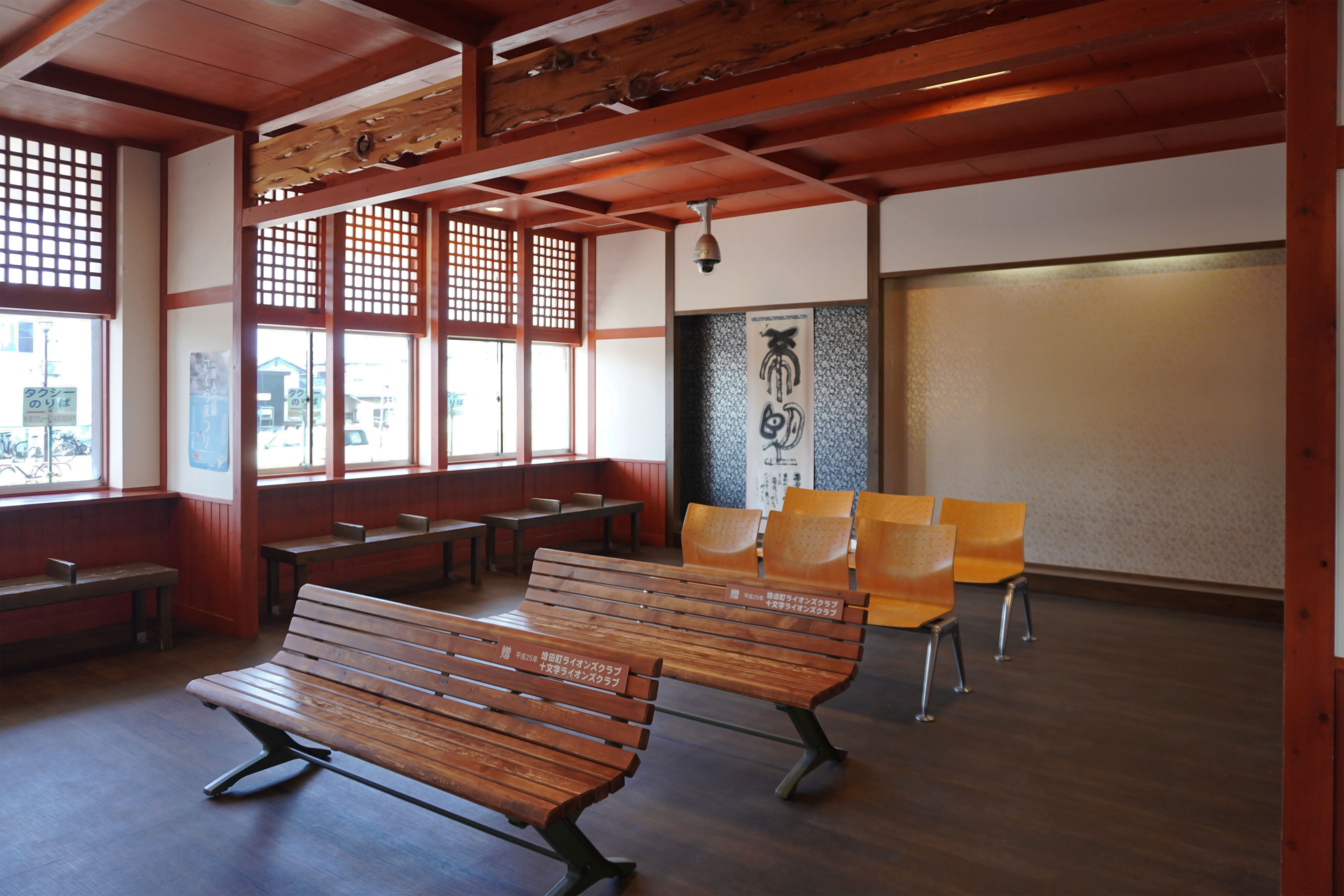
待合室（2024年4月）
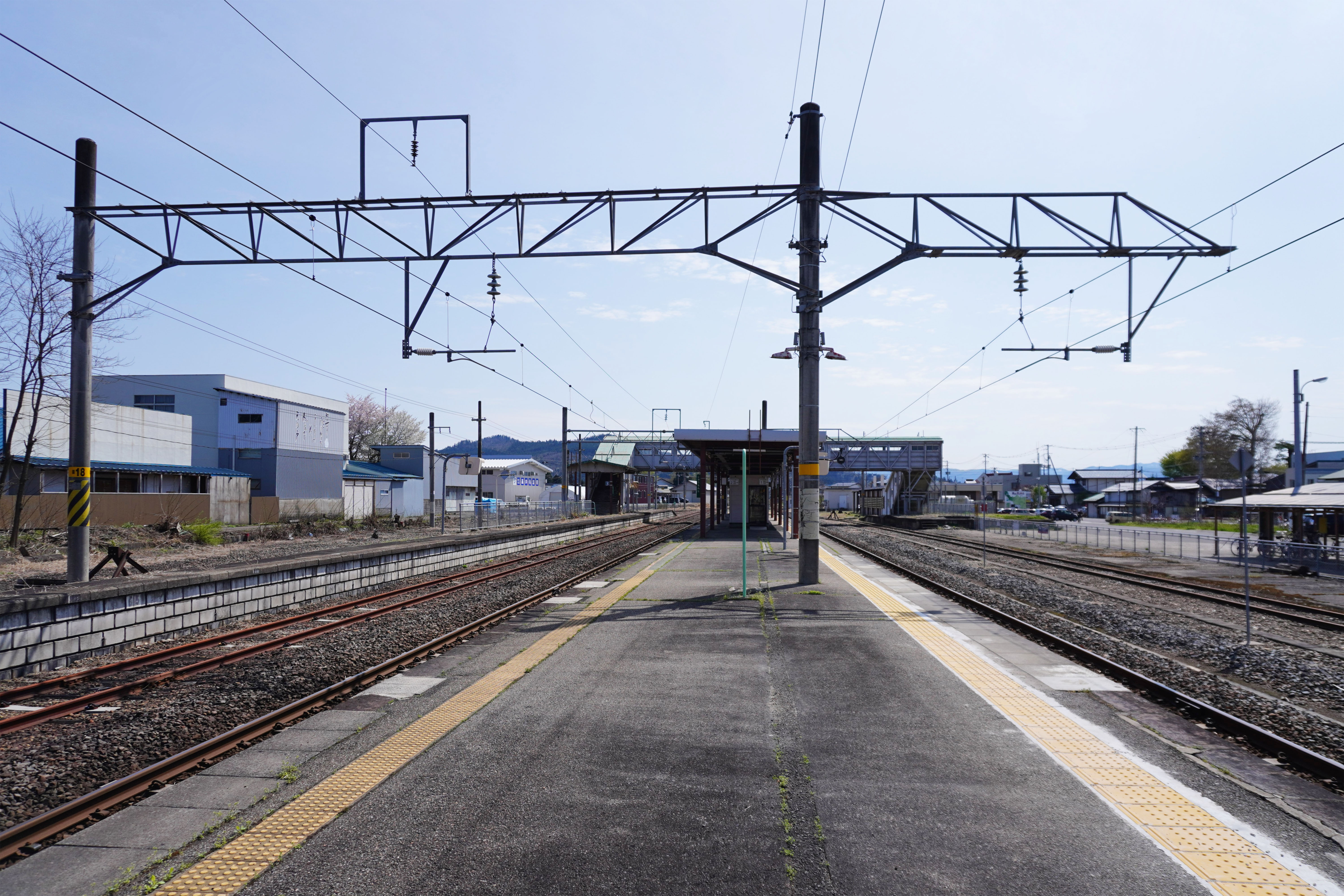
ホーム（2024年4月）

## 利用状況
JR東日本によると、2023年度（令和5年度）の1日平均乗車人員は327人である。
2000年度（平成12年度）以降の推移は以下のとおりである。
| 1日平均乗車人員推移 | 1日平均乗車人員推移 | 1日平均乗車人員推移 | 1日平均乗車人員推移 | 1日平均乗車人員推移 |
| 年度                | 定期外              | 定期                | 合計                | 出典                |
| ------------------- | ------------------- | ------------------- | ------------------- | ------------------- |
| 2000年（平成12年）  |                     |                     | 729                 | [ 利用客数 2 ]      |
| 2001年（平成13年）  |                     |                     | 756                 | [ 利用客数 3 ]      |
| 2002年（平成14年）  |                     |                     | 722                 | [ 利用客数 4 ]      |
| 2003年（平成15年）  |                     |                     | 690                 | [ 利用客数 5 ]      |
| 2004年（平成16年）  |                     |                     | 653                 | [ 利用客数 6 ]      |
| 2005年（平成17年）  |                     |                     | 610                 | [ 利用客数 7 ]      |
| 2006年（平成18年）  |                     |                     | 608                 | [ 利用客数 8 ]      |
| 2007年（平成19年）  |                     |                     | 580                 | [ 利用客数 9 ]      |
| 2008年（平成20年）  |                     |                     | 579                 | [ 利用客数 10 ]     |
| 2009年（平成21年）  |                     |                     | 530                 | [ 利用客数 11 ]     |
| 2010年（平成22年）  |                     |                     | 517                 | [ 利用客数 12 ]     |
| 2011年（平成23年）  |                     |                     | 506                 | [ 利用客数 13 ]     |
| 2012年（平成24年）  | 116                 | 391                 | 507                 | [ 利用客数 14 ]     |
| 2013年（平成25年）  | 118                 | 395                 | 513                 | [ 利用客数 15 ]     |
| 2014年（平成26年）  | 119                 | 371                 | 490                 | [ 利用客数 16 ]     |
| 2015年（平成27年）  | 117                 | 347                 | 465                 | [ 利用客数 17 ]     |
| 2016年（平成28年）  | 106                 | 321                 | 427                 | [ 利用客数 18 ]     |
| 2017年（平成29年）  | 104                 | 317                 | 421                 | [ 利用客数 19 ]     |
| 2018年（平成30年）  | 101                 | 314                 | 416                 | [ 利用客数 20 ]     |
| 2019年（令和元年）  | 97                  | 278                 | 376                 | [ 利用客数 21 ]     |
| 2020年（令和02年）  | 54                  | 242                 | 297                 | [ 利用客数 22 ]     |
| 2021年（令和03年）  | 59                  | 263                 | 322                 | [ 利用客数 23 ]     |
| 2022年（令和04年）  | 73                  | 277                 | 350                 | [ 利用客数 24 ]     |
| 2023年（令和05年）  | 58                  | 269                 | 327                 | [ 利用客数 1 ]      |

## 駅周辺
駅舎側には商店街が広がっているが、国道13号沿いに郊外型店舗が立ち並ぶようになり、シャッター街と化している。また、駅から徒歩15分ほどの国道342号線沿いにも店舗が集中している。さらに、十文字中華そばの代表的な店として、駅から近い順に丸竹、マルタマの2店が徒歩圏内にある。三角そばや本店は国道13号線沿線に移転した。
- 横手市役所 十文字地域局
- 猩々の道標[7]
- さくらんぼ樹園地
- 皆瀬川下流の白鳥飛来地
- 十文字郵便局
- 国道13号
- 梨木公園
- 秋田県立増田高等学校
- 横手市増田まんが美術館
- イオンタウン十文字南
  - マックスバリュ十文字南店
- 千年公園（岩崎城址）
- 道の駅十文字「まめでらが～」
- スーパーモール ラッキー
- グランマート 十文字店

## バス路線
バス停は2つあり、行き先によって利用するバス停が異なる。いずれも羽後交通が運行している。
- 駅前のバス停は増田、稲庭、小安温泉、東成瀬方面 - 横手、湯沢方面が運行されている（横手方面は後述の「十文字駅前角バス停」も経由する）。
- 駅から徒歩5分ほどの旧国道13号沿いには「十文字駅前角バス停」があり、横手 - 十文字 - 湯沢間が運行されており、当駅から横手、湯沢方面へはこちらの方が運行頻度が高い。

## 隣の駅
東日本旅客鉄道（JR東日本）
■奥羽本線
□快速（下り1本のみ）
湯沢駅 → 十文字駅 → 横手駅
■普通
下湯沢駅 - 十文字駅 - 醍醐駅

### 記事本文

#### 報道発表資料
1. 1 2 3  「秋田デスティネーションキャンペーンに向けた駅の整備について (PDF)」（プレスリリース）、東日本旅客鉄道秋田支社、2013年6月20日。2020年5月17日閲覧。
2. 1 2  「十文字駅リニューアルオープンに伴う記念セレモニーの開催について (PDF)」（プレスリリース）、東日本旅客鉄道秋田支社、2013年8月29日。2020年5月17日閲覧。
3. ↑  「Suicaエリア外もチケットレスで! 東北エリアから「えきねっとQチケ」がはじまります (PDF)」（プレスリリース）、東日本旅客鉄道、2024年7月11日。2024年8月4日閲覧。

#### 新聞記事
1. ↑  「あすから十文字、早口、仁賀保駅 業務を民間に委託 合理化の波にのまれ 向能代は4月から」『秋田魁新報』秋田魁新報社、1984年3月18日、朝刊、19面。
2. ↑  読売新聞1988年3月17日あきた第二県版
3. ↑  平成10年1月30日朝日新聞朝刊秋田面
4. ↑  「JR十文字駅の無人化回避へ 横手市議会、関連費など可決」『秋田魁新報』2022年12月15日。オリジナルの2022年12月20日時点におけるアーカイブ。2022年12月21日閲覧。
5. 1 2 3  「5千個のLED輝く 横手市・十文字駅のイルミネーションが点灯」『秋田魁新報』2023年12月18日。オリジナルの2023年12月18日時点におけるアーカイブ。2024年1月20日閲覧。

### 利用状況
1. 1 2  「各駅の乗車人員 2023年度 101位以下（7）| 企業サイト：JR東日本」東日本旅客鉄道。2025年7月15日閲覧。
2. ↑  「JR東日本：各駅の乗車人員（2000年度）」東日本旅客鉄道。2025年7月15日閲覧。
3. ↑  「JR東日本：各駅の乗車人員（2001年度）」東日本旅客鉄道。2025年7月15日閲覧。
4. ↑  「JR東日本：各駅の乗車人員（2002年度）」東日本旅客鉄道。2025年7月15日閲覧。
5. ↑  「JR東日本：各駅の乗車人員（2003年度）」東日本旅客鉄道。2025年7月15日閲覧。
6. ↑  「JR東日本：各駅の乗車人員（2004年度）」東日本旅客鉄道。2025年7月15日閲覧。
7. ↑  「JR東日本：各駅の乗車人員（2005年度）」東日本旅客鉄道。2025年7月15日閲覧。
8. ↑  「JR東日本：各駅の乗車人員（2006年度）」東日本旅客鉄道。2025年7月15日閲覧。
9. ↑  「JR東日本：各駅の乗車人員（2007年度）」東日本旅客鉄道。2025年7月15日閲覧。
10. ↑  「JR東日本：各駅の乗車人員（2008年度）」東日本旅客鉄道。2025年7月15日閲覧。
11. ↑  「JR東日本：各駅の乗車人員（2009年度）」東日本旅客鉄道。2025年7月15日閲覧。
12. ↑  「JR東日本：各駅の乗車人員（2010年度）」東日本旅客鉄道。2025年7月15日閲覧。
13. ↑  「JR東日本：各駅の乗車人員（2011年度）」東日本旅客鉄道。2025年7月15日閲覧。
14. ↑  「JR東日本：各駅の乗車人員（2012年度）」東日本旅客鉄道。2025年7月15日閲覧。
15. ↑  「各駅の乗車人員 2013年度 ベスト100以外（7）：JR東日本」東日本旅客鉄道。2025年7月15日閲覧。
16. ↑  「各駅の乗車人員 2014年度 ベスト100以外（7）：JR東日本」東日本旅客鉄道。2025年7月15日閲覧。
17. ↑  「各駅の乗車人員 2015年度 ベスト100以外（7）：JR東日本」東日本旅客鉄道。2025年7月15日閲覧。
18. ↑  「各駅の乗車人員 2016年度 ベスト100以外（7）：JR東日本」東日本旅客鉄道。2025年7月15日閲覧。
19. ↑  「各駅の乗車人員 2017年度 ベスト100以外（7）：JR東日本」東日本旅客鉄道。2025年7月15日閲覧。
20. ↑  「各駅の乗車人員 2018年度 ベスト100以外（7）：JR東日本」東日本旅客鉄道。2025年7月15日閲覧。
21. ↑  「各駅の乗車人員 2019年度 ベスト100以外（7）：JR東日本」東日本旅客鉄道。2025年7月15日閲覧。
22. ↑  「各駅の乗車人員 2020年度 101位以下（7）| 企業サイト：JR東日本」東日本旅客鉄道。2025年7月15日閲覧。
23. ↑  「各駅の乗車人員 2021年度 101位以下（7）| 企業サイト：JR東日本」東日本旅客鉄道。2025年7月15日閲覧。
24. ↑  「各駅の乗車人員 2022年度 101位以下（7）| 企業サイト：JR東日本」東日本旅客鉄道。2025年7月15日閲覧。